# Bredängsskolan

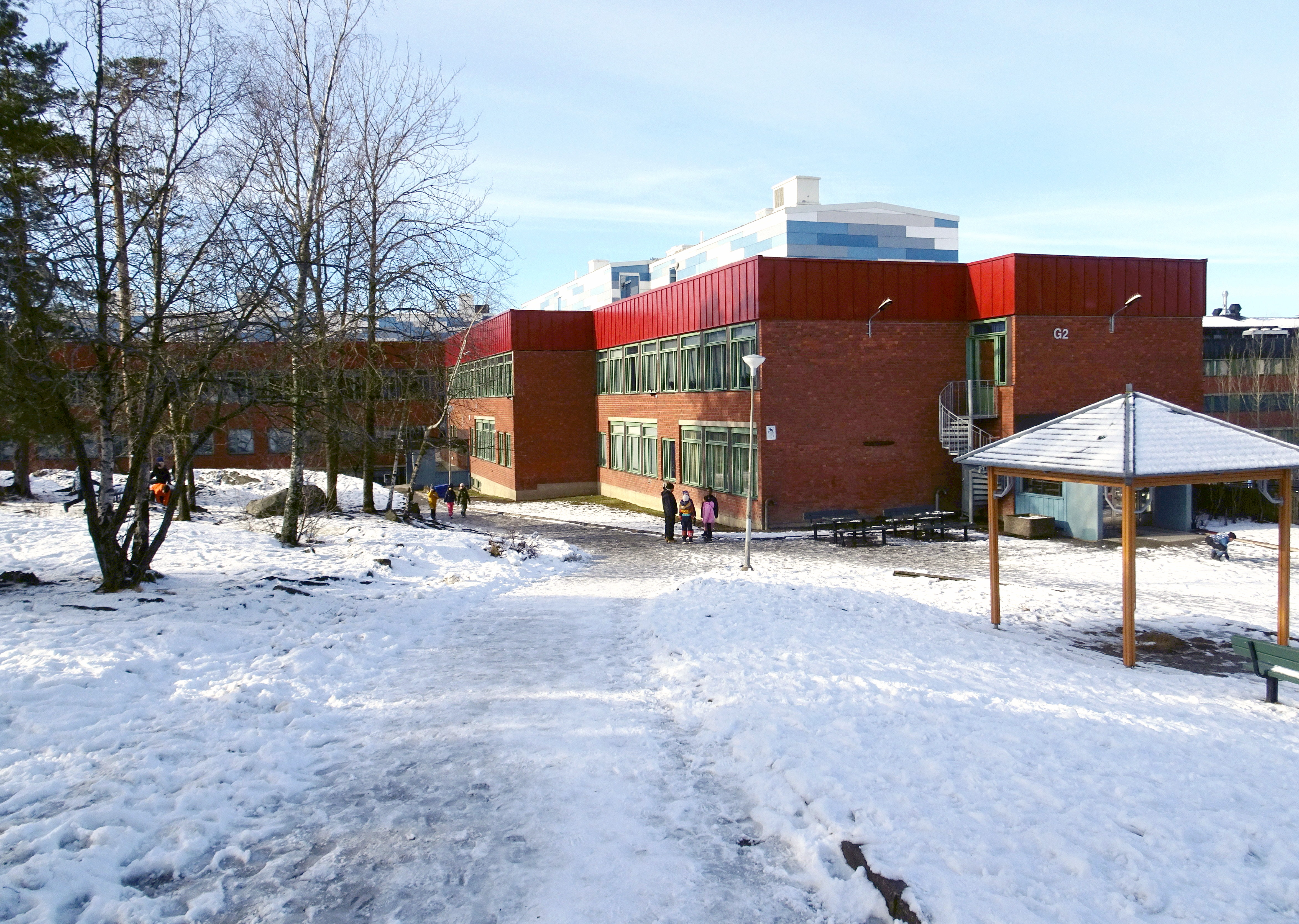
Bredängsskolan, vy västerut, hus G närmast, mars 2022.

Bredängsskolan är en kommunal grundskola, och grundsärskola vid Bredängstorget 21 / Concordiavägen 7 i centrala Bredäng i Söderort. Skolan uppfördes på 1960-talets mitt efter ritningar av arkitektkontoret Höjer & Ljungqvist. Fastigheten Concordia 5 är grönmärkt av Stadsmuseet i Stockholm vilket innebär "särskilt värdefull från historisk, kulturhistorisk, miljömässig eller konstnärlig synpunkt".

## Stadsplan och arkitektur

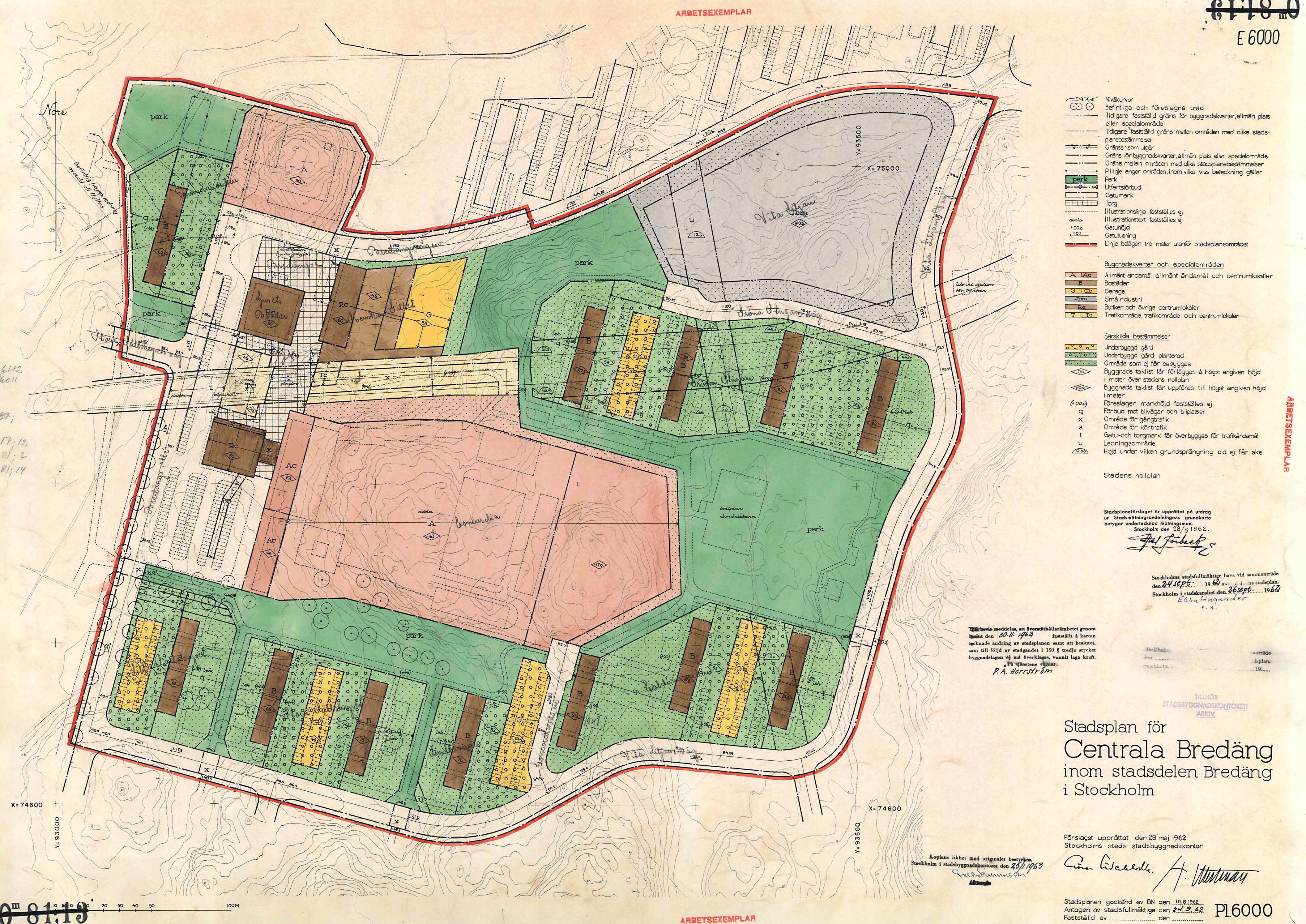
Stadsplan för centrala Bredäng, 1962. På planens mitt syns området för skola och idrottshall litt. A (rött).

Bredängsskolan är en del av Bredängs centrumnära bebyggelse som förutom skolan även inkluderade Bredängshallen. En stadsplan för de centrala delarna av Bredäng upprättades 1962 av Josef Stäck på Stockholms stadsplanekontor. Vid Bredängs tunnelbanestation skulle all kommersiell service samlas i ett butikscentrum enligt dåtidens planeringsideal, med inte bara butiker och varuhus vid gångstråken utan även skola, idrottshall, bibliotek och kyrka. I stadsplanen avsattes bland annat en knappt 20 000 m² stor tomt för allmänt ändamål (A) beläget strax söder om tunnelbanestationen. 
Området skulle bebyggas med en grundskola för ungefär 500 elever och en sim- och idrottshall. Både skolan och idrottshallen ritades av arkitektkontoret Höjer & Ljungqvist och stod färdiga 1966. Med sina fasader i rött tegel skulle centrumbebyggelsen medvetet avvika från bostadshusens ljusputsade skivhus. Skolan är genom sitt utseende och sin placering en välintegrerad och viktig del av Bredängs centrum som tillkom under miljonprogrammets tidiga år. 
I motsats till 1940-talens skolbyggen med långa klassrumsflyglar ritades Bredängsskolan kompakt. Huvudbebyggelsen placerades vid skolgårdens västra sida som en skärm mot centrumanläggningen. Här ligger bland annat matsal och aula (hus A) samt expeditionslokaler, vaktmästeri och bibliotek (hus H och I). Lärosalar finns i flygeln (hus G och H) och i den fristående byggnaden (hus V) som begränsar skolgården mot söder. På tomtens nordöstra hörn uppfördes Bredängshallen som blev skolans sim- och idrottshall, tillgänglig för skolans elever direkt från skolgården (hus B). Skolbyggnaden i Bredäng var ett tidigt exempel på ambitionen att integrera skolan i samhällslivet.

## Verksamhet
Bredängsskolan är en så kallad F–9 skola, alltså undervisning från förskola till årskurs 9. Mellan 1968 och 1974 hade Västertorps gymnasium en filial i Bredängsskolan (kallad Bredängsfilialen). Gymnasieutbildning fanns på 1990-talet.  Grundsärskola tillkom höstterminen 2009. Skolan besöktes år 2020 av 506 elever som undervisas av 46 lärare. Bredängsskolan är en mångkulturell skola med fritidshem, fritidsklubb och korttidstillsyn på grundsärskolan.

## Bilder

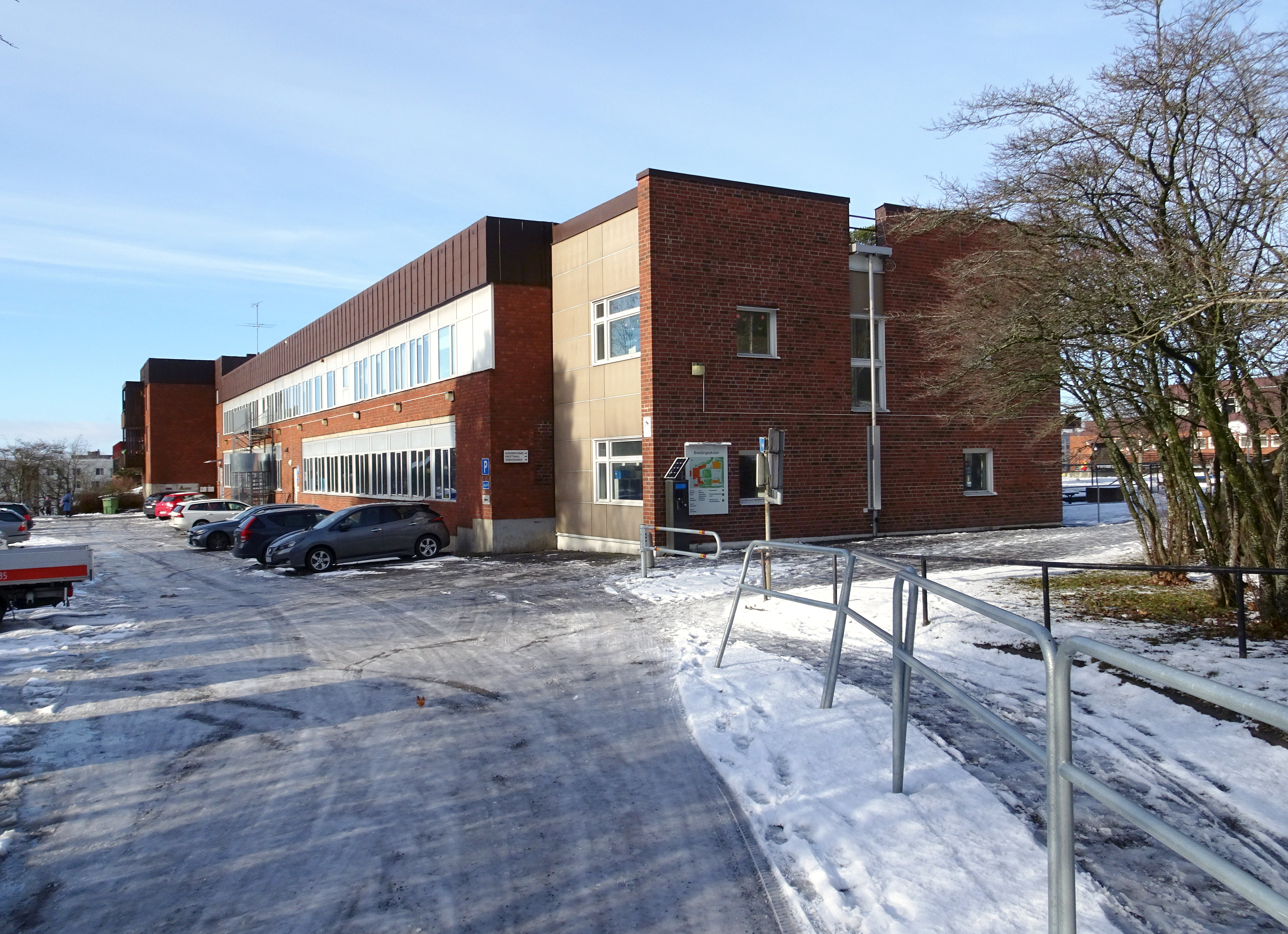
Klassrumslängan hus V.
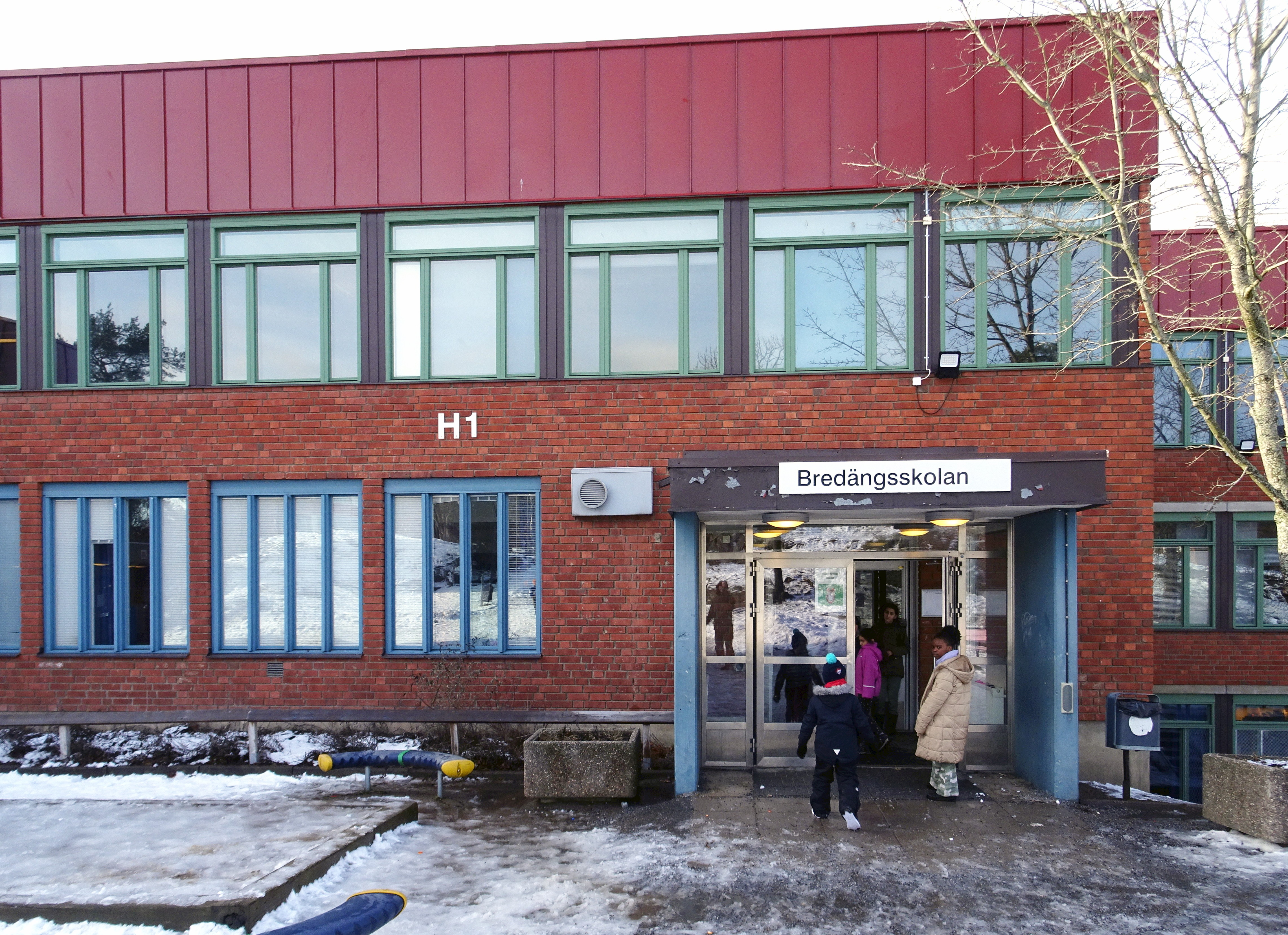
Entré hus H.
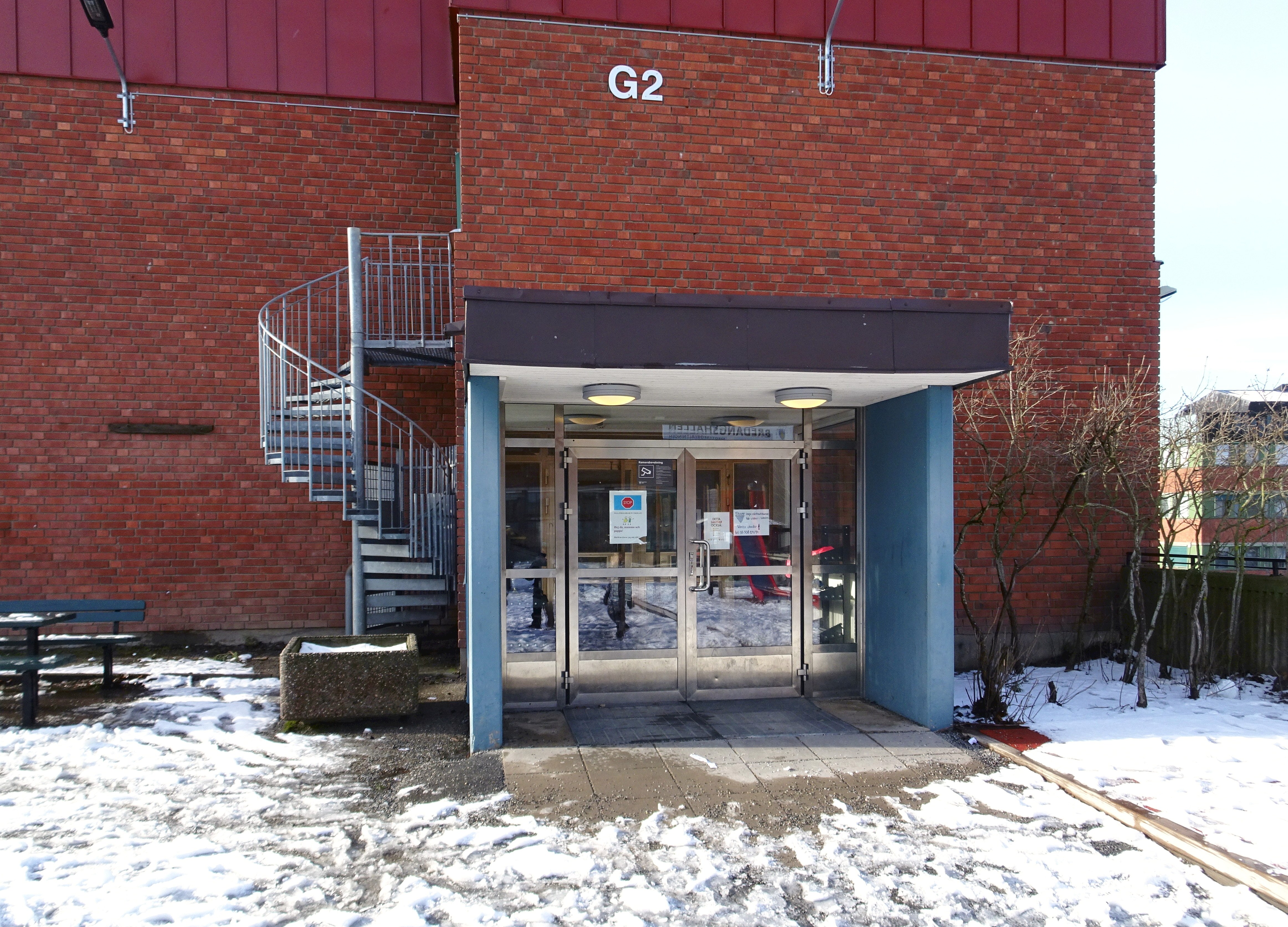
Entré hus G.
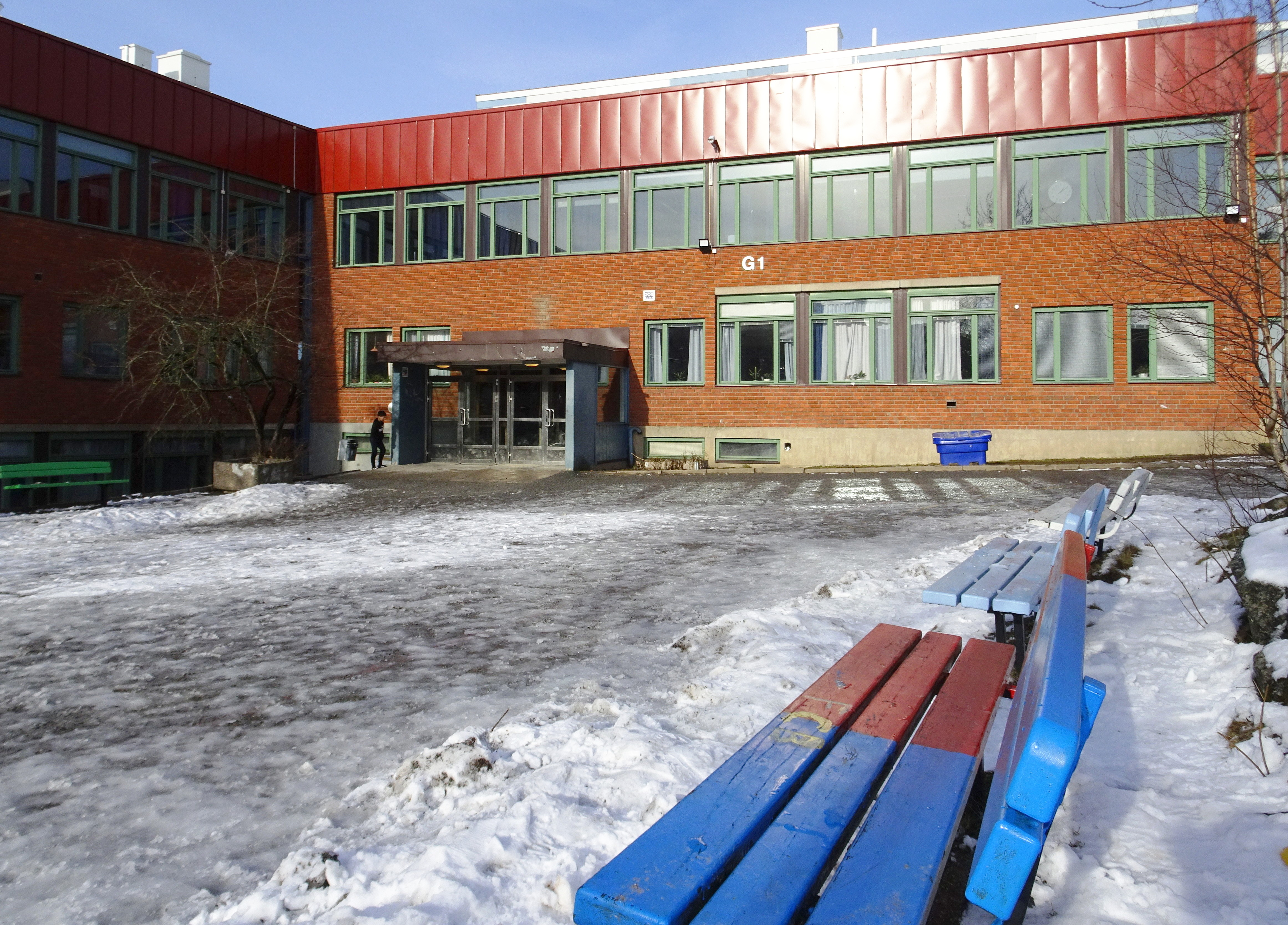
Klassrumslängan hus G.
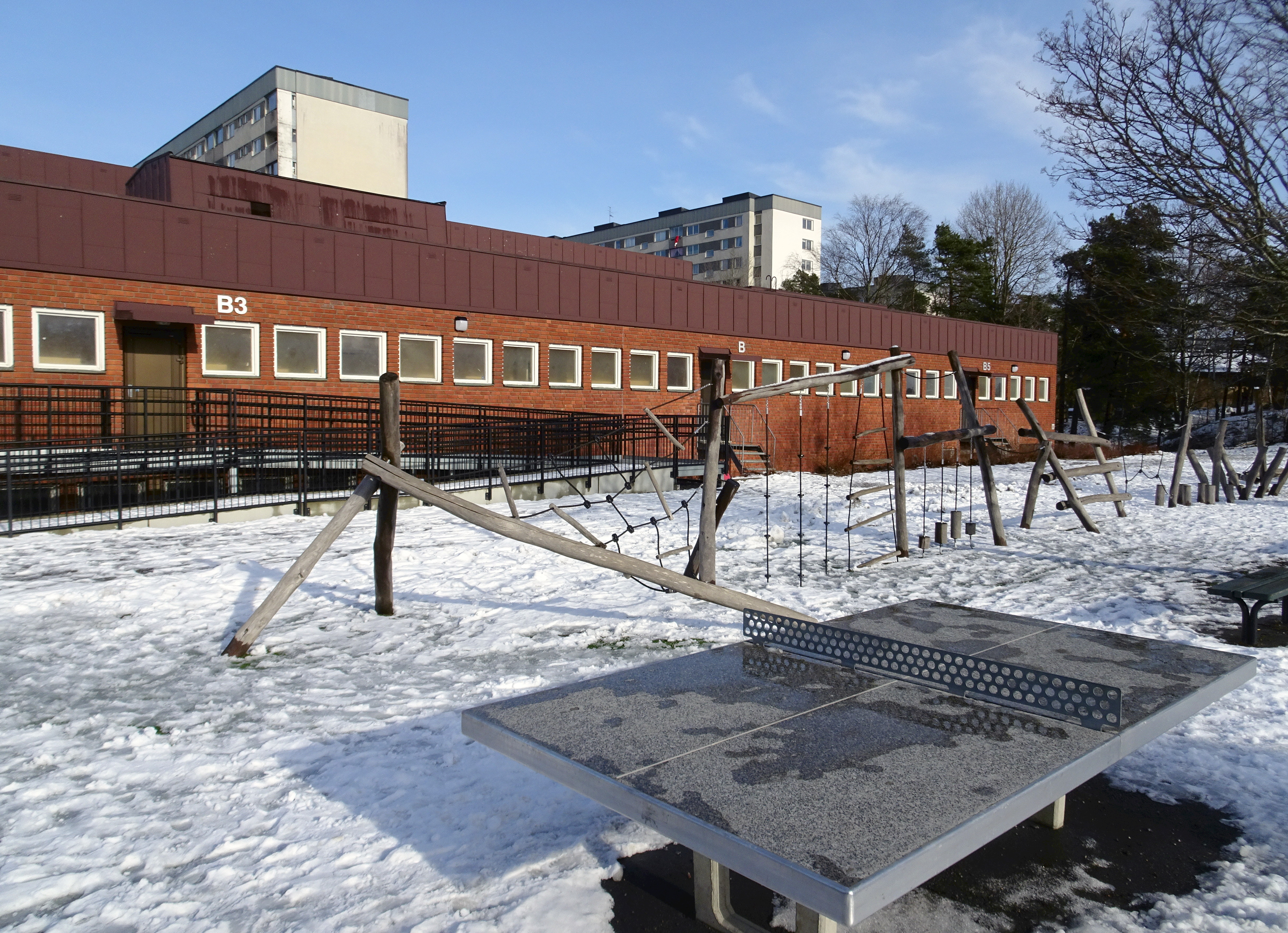
Bredängshallen hus B mot skolgården.